# Израильско-южноафриканские отношения
Изра́ильско-южноафрика́нские отноше́ния — двусторонние дипломатические отношения между Израилем и Южно-Африканской Республикой (ЮАР).

## История
В 1947 году ЮАР была среди 33 государств, проголосовавших за план ООН по разделу Палестины, рекомендующий создание еврейского государства в Палестине, и была одной из четырех стран Содружества наций, сделавших это. 24 мая 1948 года, через девять дней после провозглашения независимости Израиля, южноафриканское правительство Яна Смэтса, давнего сторонника идей сионизма, осуществило де-факто признание Государства Израиль, всего за два дня до того, как его Объединённая партия покинула правительство и её сменила Национальная партия, выступающая за апартеид. ЮАР была седьмой страной, признавшей новое еврейское государство. 14 мая 1949 года ЮАР официально признала Государство Израиль. Интерес Израиля к ЮАР частично был вызван присутствием в стране около 110 000 евреев, среди которых было более 15 000 граждан Израиля.
В 1949 году установление дипломатических отношений между Израилем и ЮАР началось с открытия генерального консульства Израиля в Претории, статус которого был повышен до дипломатической миссии в ноябре 1950 года. Однако, у ЮАР не было своего дипломатического представительства в Израиле (интересы были представлены через Великобританию) до тех пор, пока ЮАР не вышла из Содружества наций в 1961 году, после чего был отправлен генеральный консул в Тель-Авив. Премьер-министр ЮАC Даниель Франсуа Малан впервые посетил Израиль в 1953 году.
В 1950-х и 1960-х годах Израиль уделял приоритетное внимание построению отношений с новыми независимыми государствами Африки к югу от Сахары; это, в свою очередь, привело к тому, что оно заняло критическую позицию по вопросу об апартеиде. Израиль присоединился к осуждению политики апартеида в Организации Объединённых Наций и проголосовал за введение санкций против ЮАР. 11 октября 1961 года Израиль проголосовал за осуждение Генеральной ассамблеей ООН речи Эрика Лоува в защиту апартеида. Однако, Израиль стал одной из немногих стран, у которых сложились прочные отношения с режимом апартеида в ЮАР. В 1963 году Израиль сообщил Специальному комитету Организации Объединённых Наций по апартеиду, что он принял меры для соблюдения бойкота на поставку вооружений в ЮАР и отозвал своего посла из этой страны. Израильские лидеры публично осуждали апартеид на протяжении 1950-х и начала 1960-х годов, хотя поддерживали контакты с ЮАР через дипломатическую миссию низкого уровня в Претории и через Францию (взаимного союзника). Южноафриканский еврейский совет депутатов опасался антисемитской реакции, если Израиль не будет поддерживать хорошие отношения с нынешним правительством. Тем не менее, Израиль продолжал критиковать апартеид и стремиться к более тесным отношениям с чёрными африканскими странами, но антисемитской реакции не произошло. Израиль регулярно голосовал против политики апартеида ЮАР в Организации Объединённых Наций. После того, как Израиль проголосовал за экономические и дипломатические санкции против ЮАР, израильские законодатели подавляющим большинством голосов одобрили в Кнессете 63 голосами против 11 при 13 воздержавшихся.
Израиль продолжал политику активной дружбы с чёрной Африкой на протяжении 1960-х годов и предлагал техническую и экономическую помощь. После 1967 года попытки Израиля наладить сотрудничества с новыми независимыми африканскими государствами, по большинству оценок, потерпели неудачу. В качестве окончательного выражения этой стратегии в 1971 году Израиль предложил 2850 долларов США в качестве помощи фонду Организации африканского единства для освободительных движений, которое было отклонено, но не раньше чем, вызвало раздражение у правительства ЮАР.
Победа Израиля в Шестидневной войне 1967 года и последующая оккупация Синая и Западного берега реки Иордан привели к дипломатическому отчуждению этой страны от большей части государств третьего мира и Африки. Затем чёрные националистические движения стали рассматривать Израиль как колониальное государство. В то же время в ЮАР политика Израиля стала объектом всеобщего восхищения, особенно среди политического и военного руководства страны. В редакционной статье «Die Burger», в то время являвшейся рупором Национальной партии, было заявлено: «Израиль и ЮАР ведут борьбу за существование … Антизападные державы загнали Израиль и ЮАР в сообщество интересов, которое лучше использовать, чем отрицать». В 1973 году Организация стран — экспортёров нефти (ОПЕК) ввела нефтяное эмбарго против западных стран в качестве наказания за поддержку Израиля. При этом ОПЕК обратилась за поддержкой к другим международным группам, чтобы усилить своё влияние. Арабские государства и чёрные африканские страны сформировали рабочий альянс в Организации Объединённых Наций, который стремился как критиковать Израиль и ЮАР через резолюции ООН, так и зафиксировать, что между ними развиваются тесные отношения. Из-за поддержки стран арабского мира многие африканские страны разорвали отношения с Израилем и десятилетиями их не восстанавливали.
Израиль продолжал осуждать апартеид, но в частном порядке начал тайно развивать отношения с ЮАР. Этот подход был похож на политику многих западных стран того времени. Осуждение Израилем апартеида было основано на противодействии расистскому характеру этой практики, а поддержание взаимовыгодных коммерческих и военных связей было основано на заботе о южноафриканских евреях и реальной политике, согласно которой Израиль слишком изолирован, чтобы быть избирательным в отношении партнеров в торговле оружием. Менее чем через десять лет ЮАР стала одним из ближайших военных и экономических союзников Израиля, в то время как Израиль занял позицию ближайшего военного союзника ЮАР, став самым важным иностранным поставщиком оружия для Южно-Африканских сил обороны. В 1973 году после войны Судного дня, чтобы оказать дополнительное дипломатическое и военное давление на Израиль, арабские страны-производители нефти пригрозили наложить нефтяное эмбарго на страны, поддерживающие международные отношения с Израилем. В результате многие африканские страны также разорвали связи с Израилем.
Большинство африканских государств полностью разорвали связи с Израилем после войны Судного дня 1973 года, а Израиль усилил свои отношения с таким же изолированным правительством в Претории. Связи и торговля Израиля с ЮАР стали более обширными. По словам Итана Надельмана, отношения развивались, потому что многие африканские страны разорвали дипломатические отношения с Израилем в 1970-е годы после оккупации Западного берега и Сектора Газы во время арабо-израильских войн, что привело к углублению отношений Израиля с другими изолированными странами. В 1970-х годах Израиль оказал помощь прокси-силам Национального фронта освобождения Анголы (ФНЛА), организованным и обученным ЮАР и ЦРУ, чтобы предотвратить формирование правительства во главе с Народным движением за освобождение Анголы — Партией труда (МПЛА). Израиль послал самолет, полный 120-мм снарядов, через Заир для ФНЛА и Национального союза за полную независимость Анголы (УНИТА), а также партию из 50 ракет SA-7. Израиль оставался официальным противником системы апартеида, но он также выступал против международного эмбарго. Израильские официальные лица стремились координировать связи с ЮАР в трёхсторонних рамках с участием США. В еврейских общинах ЮАР и Израиля были настроения против апартеида. Однако с израильской стороны многие считали необходимым сотрудничать с любой страной, желающей быть дружелюбной с Израилем и поддерживать его существование. Правительство ЮАР также стремилось расширить круг дружественных государств.
«South African Airways» начала выполнять полеты между Йоханнесбургом и Тель-Авивом, но, поскольку ей было запрещено использовать воздушное пространство большинства африканских стран, ей приходилось делать облёт вокруг Западной Африки, что удвоило расстояние и время полета. Однако, израильский национальный авиаперевозчик «Эль Аль» смог выполнять рейсы между двумя городами через Найроби.
Израиль также установил связи с номинально независимыми бантустанами, особенно с Бопутатсваной. Президент Бопутатсваны Лукас Мангопе посетил Израиль в 1985 году и учредил в Тель-Авиве миссию под названием «Дом Бопутатсвана», единственное место за пределами ЮАР, где был размещен флаг страны, несмотря на возражения министерства иностранных дел Израиля.

## Стратегическое сотрудничество
К 1973 году экономический и военный союз между Израилем и ЮАР находился на подъеме. Военное руководство обоих государств было убеждено, что они столкнулись с принципиально похожими затруднениями, борясь за свое выживание против общего врага Организации освобождения Палестины (ООП) и Африканского национального конгресса (АНК).
В 1975 году было подписано Израильско-южноафриканское соглашение и сообщалось о расширении экономического сотрудничества между странами, включая строительство новой крупной железной дороги в Израиле и строительство опреснительного завода в ЮАР. В апреле 1976 года премьер-министр ЮАР Балтазар Форстер был приглашен с государственным визитом для встречи с премьер-министром Израиля Ицхаком Рабином. Позже, в 1976 году, прошла 5-я конференция Движения неприсоединения в Коломбо (Шри-Ланка), и была принята резолюция, призывающая ввести нефтяное эмбарго против Франции и Израиля из-за продажи оружия ЮАР. 
В 1977 году министр иностранных дел ЮАР Фредерик Бота посетил Израиль, чтобы обсудить вопросы с премьер-министром Израиля Менахемом Бегином и министром иностранных дел Моше Даяном.
Ежегодник правительства ЮАР за 1978 год писал: «Израиль и ЮАР объединяет одно: они расположены в преимущественно враждебном мире, населенном тёмными народами». 

В 1978 году посол Израиля в ЮАР Ицак Унна объявил, что бойкотирует «Golda», пьесу о жизни Голды Меир, потому что продюсеры (американская продюсерская компания) решили показать пьесу в Театре Брейтенбаха, который запрещено посещать чёрным и цветным. После его заявления по крайней мере 10 других западных послов заявили, что они тоже не будут присутствовать, а сама Голда Меир заявила, что полностью поддерживает решение Ицака Унны.

### Военное сотрудничество
Руководители разведки Израиля и ЮАР проводили регулярные конференции друг с другом, чтобы обмениваться информацией о наличии оружия и уровня подготовки противника. Координация между Армией обороны Израиля и Южно-Африканскими силами обороны была беспрецедентной: израильские и южноафриканские генералы предоставили друг другу беспрепятственный доступ к картам полей сражений и военной тактике, а Израиль поделился с ЮАР строго засекреченной информацией о своих военных действиях, например операция «Опера», которая ранее была согласована только с Соединёнными Штатами.
Израиль был одним из самых важных союзников в закупках оружия[где?] ЮАР в годы правления Питера Боты. 
К 1980 году значительный контингент южноафриканских военных и правительственных чиновников постоянно находился в Израиле, чтобы наблюдать за многочисленными совместными проектами между странами, в то время как их дети учились в местных израильских школах. Научное сотрудничество также продолжало расширяться, многие учёные работали в странах друг друга. Возможно, наиболее важной была большая группа израильских ученых, работающих на ядерном объекте «Пелиндаба» в ЮАР.
Во время операции «Протея» в 1981 году Южно-Африканские силы обороны вошли в военную историю, возможно, как первые пользователи современных технологий дронов, когда применили израильские дроны «IAI Scout» в бою в Анголе. Они будут использоваться в бою Армией обороны Израиля только год спустя во время Ливанской войны 1982 года и операции «Медведка 19».
В 1981 году министр обороны Израиля Ариэль Шарон на 10 дней посетил южноафриканские войска в Намибии позже заявив, что ЮАР нужно больше оружия для борьбы с советским проникновением в регион. В 1984 году Фредерик Бота снова посетил Израиль, но на этот раз только для неофициальной встречи с министром иностранных дел Израиля Ицхаком Шамиром.
Сотрудничество по баллистическим ракетам
Командующие Южно-Африканских сил обороны присутствовали при испытаниях израильской системы баллистических ракет «Иерихон», где они находились рядом с генералами ЦАХАЛ. Израильская баллистическая ракетная система «Иерихон II» была впоследствии лицензирована для производства в ЮАР как серия космических ракет-носителей и баллистических ракет «RSA». «RSA-3» была произведена компанией «Houwteq» (подразделение «Denel») в Грабоу, в 30 км к востоку от Кейптауна. Испытательные запуски производились с полигона Оверберг возле Бредасдорпа, в 200 км к востоку от Кейптауна. В Рой-Эльсе располагались испытательные установки для двигателей. 
Разработка продолжалась даже после того, как ЮАР отказалась от своего ядерного оружия для использования в качестве пусковой установки для коммерческих спутников[прояснить]. «RSA-2» была местной копией баллистической ракеты «Иерихон II», а «RSA-1» была местной копией второй ступени «Иерихон II» для использования в качестве мобильной ракеты.
Ядерное сотрудничество
С середины 1970-х годов страны предположительно участвовали в совместных разработках и испытаниях ядерного оружия. Предполашается, что инцидент Вела в 1979 году стал третьим совместным израильско-южноафриканским ядерным испытанием в Индийском океане. Американский журналист Ричард Роудс заключает, что инцидент был израильским ядерным испытанием, проведенным в сотрудничестве с ЮАР, и что администрация Соединённых Штатов намеренно скрыла этот факт, чтобы избежать осложнения своих отношений с Израилем.

### Конец апартеида и разрыв связей
К 1987 году меньшая часть израильских чиновников и ряд либеральных интеллектуалов во главе с Йоси Бейлином, политическим директором министерства иностранных дел, хотели не только сократить культурные, торговые и военные связи, но и чтобы Израиль принял в них участие в международном осуждении апартеида. Однако, большинство правительственных чиновников во главе с министром обороны Ицхаком Рабином хотели сохранить статус-кво с ЮАР (или сделать несколько символических шагов в сторону осуждения), а также чтобы отношения стали ещё более секретными. Министр иностранных дел Шимон Перес придерживался компромисса, заявив, что Израиль не собирается проводить негативную политику против ЮАР, но будет следовать подходу, принятому Соединёнными Штатами и Западной Европой.
В 1987 году Израиль оказался единственной развитой страной в мире, которая всё ещё поддерживала прочные, даже стратегические отношения с ЮАР, когда режим апартеида входил в свою последнюю агонию. Среди африканских стран только Малави поддерживала дипломатические отношения с ЮАР на протяжении всей эпохи апартеида. 
Основываясь на оценках разведки, министр иностранных дел Шимон Перес в речи перед парламентом заявил, что правительство ЮАР перестало быть устойчивым и объявил, что Израиль больше не будет подписывать новые военные контракты с правительством ЮАР и постепенно позволит истечь уже действующим. Перес также заявил: «Нет места дискриминации, будь то апартеид или другое название, мы повторяем, что выражаем наше осуждение системе апартеида. Еврейское мировоззрение состоит в том, что каждый человек был рожден по образу Бога и сотворен равным». 

Израиль сократил культурные и туристические связи, включая создание образовательных программ в стране, чтобы помочь чёрным южноафриканцам. Однако несколько секретных военных договоров с ЮАР оставались в силе, продолжались совместные исследования в области разработки ракет и ядерных технологий.
Бенджамин Бейт-Халлахми писал в 1988 году, что альянс между ЮАР и Израилем был одной из самых засекреченных историй за последние четыре десятилетия и что Израиль сыграл решающую роль в выживании режима апартеида. Сотрудничество Израиля с режимом апартеида в ЮАР упоминалось и осуждалось различными международными организациями, такими как Генеральная Ассамблея ООН (несколько раз с 1974 года).
14 июля 1991 года, через четыре дня после того, как Соединённые Штаты приняли меры по прекращению экономических и культурных санкций против ЮАР, Израиль также снял свои санкции. За четыре года, в течение которых они действовали, торговый дефицит Израиля с ЮАР увеличился примерно до 750 миллионов долларов США. Санкции не распространялись на соглашения, подписанные до того, как они были введены в 1987 году. 
Хотя Израиль всегда осуждал апартеид, он долгое время опасался карательных мер из-за собственной уязвимости перед международными эмбарго со стороны Организации Объединённых Наций. 
Возобновление открытых отношений между странами больше не включало военное сотрудничество.
Когда президент ЮАР Фредерик де Клерк посетил Израиль в ноябре 1991 года и участвовал в переговорах по прекращению режима апартеида. Израильтяне тепло отреагировали на его заявление о том, что в ЮАР будет новая конституция, которая должна прекратить господство меньшинства в любой форме, но также и господство большинства в том смысле, что ни одно большинство не должно иметь права злоупотреблять своей властью. Во время государственного визита де Клерк договорился с премьер-министром Израиля Ицхаком Шамиром о нормализации отношений.

### Предполагаемое ядерное сотрудничество
ЮАР предоставила большую часть жёлтого кека, необходимого Израилю для разработки своего ядерного оружия. ЮАР создала свои собственные ядерные бомбы, возможно, с помощью Израиля. Некоторые резолюции Генеральной Ассамблеи ООН в начале 1980-х годов, осуждающие сотрудничество между Израилем и режимом апартеида в ЮАР, также упоминали ядерное сотрудничество. 
Разведывательное сообщество США полагало, что Израиль участвовал в южноафриканских проектах ядерных исследований и поставлял передовые технологии неядерного оружия в ЮАР в 1970-х годах, в то время как ЮАР разрабатывала свои собственные атомные бомбы. По словам Дэвида Олбрайта: «столкнувшись с санкциями, ЮАР начала организовывать тайные сети закупок в Европе и Соединённых Штатах и организовала долгое тайное сотрудничество с Израилем; распространённый вопрос заключается в том, оказывал ли Израиль помощь ЮАР в разработке оружия, хотя имеющиеся данные свидетельствуют против значительного сотрудничества».
Репортёр Крис МакГреал писал, что «Израиль предоставил знания и технологии, которые сыграли ключевую роль в разработке ядерных бомб ЮАР». В 2000 году Дитер Герхардт, советский шпион и бывший командующий ВМС ЮАР, заявил, что Израиль согласился в 1974 году поставить восемь ракет «Иерихон II» со «специальными боеголовками» для ЮАР.
Инцидент Вела в 1979 году (известный также как операция «Феникс») стал, по словам журналиста Сеймура Херша, третьим совместным израильско-южноафриканским испытанием ядерного оружия в Индийском океане, и израильтяне отправили для этого два корабля военно-морских сил и «контингент израильских военных и ядерных экспертов». Американский журналист  Ричард Роудс также заключает, что этот инцидент был ядерным испытанием Израиля, проведенным в сотрудничестве с ЮАР, и что администрация Соединённых Штатов намеренно скрыла этот факт, чтобы избежать осложнения отношений.
В 2010 году газета «The Guardian» сообщила, что рассекреченные южноафриканские документы, обнаруженные академиком Сашей Полаков-Сурански, содержали подробности встречи 31 марта 1975 года между министрами обороны двух стран, в то время Питером Ботой и Шимоном Пересом, на которой тот якобы предложил ЮАР «three sizes»; в отчёте уточналось, что термин «три размера» относятся к ядерным боеголовкам, но сделка так и не состоялась. 
Шимон Перес заявил, при поддержке бывшего министра Йоси Бейлина, что обвинения не соответствуют действительности и основаны на выборочной интерпретации протоколов. Бывший министр иностранных дел времён апартеида Фредерик Бота, а также различные инсайдеры и эксперты Израиля также заявили, что эти утверждения крайне маловероятны. Авнер Коэн, автор книг «Israel and the Bomb» и «The Worst-Kept Secret: Israel's Bargain with the Bomb», сказал: «Ничто в документах не указывает на то, что Израиль действительно предлагал продать ядерное оружие режиму в Претории».

## Современные отношения
Южноафриканский политик Нельсон Мандела впервые посетил Израиль, а также палестинские территории в 1999 году, после того, как передал пост президента ЮАР Табо Мбеки. Ранее он не получал приглашения из Израиля. Нельсон Мандела встретился как с израильскими, так и с палестинскими лидерами, такими как Эхуд Барак и Ясир Арафат и сказал: «Многим людям, которые задавались вопросом, зачем я приехал, я говорю: Израиль очень тесно сотрудничал с режимом апартеида. Я заключил мир со многими людьми, которые убивали наш народ, как животных. Израиль сотрудничал с режимом апартеида, но он не участвовал ни в каких зверствах». Нельсон Мандела вновь заявил о своём непоколебимом противодействии израильскому контролю над сектором Газа, Западным берегом, Голанскими высотами и южным Ливаном. И отметил, что после освобождения из тюрьмы в 1990 году он получил приглашения посетить «почти все страны мира, кроме Израиля».
В 2004 году заместитель премьер-министра Израиля Эхуд Ольмерт посетил ЮАР, где встретился с президентом ЮАР Табо Мбеки, что стало первым визитом израильского лидера после падения режима апартеида. Некоторые известные южноафриканские деятели, такие как Десмонд Туту и Ронни Касрилс, критиковали обращение Израиля с палестинцами, проводя параллели между апартеидом в ЮАР и современным Израилем.
Конгресс южноафриканских профсоюзов, который представляет 1,2 миллиона южноафриканских рабочих, также обвинил Израиль в применении апартеида и поддержал бойкот Канадского союза государственных служащих на всю израильскую продукцию. Однако, посол ЮАР в Израиле генерал-майор Фуманекиле Гкиба в целом не согласился с этой аналогией, говоря о своем пребывании в Израиле: «до того, как я приехал сюда я считал евреев белыми, чисто белыми. Но когда я приехал сюда, я обнаружил, что нет, эти ребята не чисто белые. У вас есть индийские евреи, у вас есть африканские евреи, и есть даже китайские евреи, верно? Я начал говорить нашим товарищам: «Нет, Израиль - не белая страна ...» Возможно, мы бы сказали, что есть те, кто приехал из Польши, которые оказались белыми, т.е. их культура ашкенази до сих пор доминирует. Трудно сказать, что Израиль является расистским государством в классическом смысле этого слова».
ЮАР является сторонником разрешения арабо-израильского конфликта по типу Два государства для двух народов. В 2004 году заместитель министра иностранных дел ЮАР Азиз Пахад раскритиковал строительство Израилем заграждения на Западном берегу.
В 2003 году объём товарооборота между странами составил сумму 500 миллионов долларов США. По данным Исследовательского центра Пью в 2007 году, 86 % жителей ЮАР как в сельских, так и в городских районах были осведомлены по поводу израильско-палестинского конфликта. Один из немногих актуальных вопросов с данными из ЮАР: «Теперь, думая о споре между Израилем и палестинцами, какой стороне вы больше симпатизируете, Израилю или палестинцам?» Из тех, кого спросили; 28 % заявили, что они больше симпатизируют Израилю, 19 % — Палестине, 19 % в равной степени симпатизируют обеим сторонам и 20 % не сочувствуют ни одной из них, 14 % не знали или не ответили.
После рейда флотилии в Газе ЮАР отозвала своего посла из Израиля и вызвала израильского посла для разговора. Движение за академический бойкот Израиля в рамках более широкого движения за «Бойкот, изоляцию и санкции» было создано в ЮАР после Всемирной конференции по расизму в Дурбане в 2001 году. После академической петиции, поддержанной более чем 250 учеными, в том числе: Брейтеном Брейтенбахом, Джоном Дугардом, Антье Крогом, Махмудом Мамдани и Ахилле Мбембе. Сенат Йоханнесбургского университета решил прекратить отношения с Университетом Бен-Гуриона в Негеве в марте 2011 года. Йоханнесбургский университет отрицает, что это решение равносильно академическому бойкоту Израиля. Есть мнения, что это стало знаменательным моментом в растущей кампании бойкота, отчуждения и санкций против Израиля. Еврейские и израильские группы раскритиковали это решение. В апреле 2015 года Израиль отказал министру высшего образования Претории Блейду Нзиманде и трем его помощникам посетить своих палестинских коллег в Рамалле через Иорданию. Совет депутатов евреев ЮАР и Сионистская федерация ЮАР заявили, что это очень прискорбно. В их заявлении отмечалось: «Мы считаем, что обе страны должны поощрять более тесное взаимодействие на всех уровнях и снимать ограничения в этом отношении в интересах отношений между Израилем и ЮАР и более широких интересов мира и стабильности», при этом также отмечая, что процесс изгнания людей из другой страны был осуществлен ЮАР в отношении израильтян в прошлом. В июле 2017 года в новостях сообщалось, что АНК рекомендовал перевести посольство ЮАР в Израиле в «секцию интересов», чтобы продемонстрировать солидарность с палестинцами и дистанцировать Преторию от Иерусалима, хотя эта рекомендация ещё не ратифицирована.
14 мая 2018 года ЮАР отозвала своего посла в Израиле на неопределенный срок, после протестов на границе в Секторе Газа (Великий марш возвращения). Министерство международных отношений и сотрудничества ЮАР сделало официальное заявление: «Как мы уже заявляли ранее, ЮАР подтверждает своё мнение о том, что Армия обороны Израиля должна уйти из Сектора Газа и положить конец жестоким и разрушительным вторжениям на палестинские территории.
2023 (Война Израиля и ХАМАС (2023)): жалоба ЮАР в ООН...
2024:   16 февраля Международный суд ООН отклонил просьбу Южной Африки о введении срочных мер по защите Рафаха в секторе Газа, но также подчеркнул, что Израиль должен соблюдать ранее принятые меры, введенные 26 января, на предварительной стадии по историческому делу о геноциде (Международный суд обязал Израиль предотвратить акты геноцида против палестинцев и сделать больше для оказания помощи гражданскому населению, однако не отдал приказа о прекращении огня, как того требовал истец в лице Южной Африки; Министерства иностранных дел ЮАР и Палестины приветствовали решение суда ООН).

## Экономическое сотрудничество
В 1987 году Израиль ввёл, вслед за США, санкций против ЮАР; санкции не распространялись на соглашения, подписанные до того, как они были введены.
14 июля 1991 года, через четыре дня после того, как Соединённые Штаты приняли меры по прекращению экономических и культурных санкций, Израиль также снял свои санкции. За четыре года, в течение которых они действовали, торговый дефицит Израиля с ЮАР увеличился примерно до 750 миллионов долларов США. 